# 威爾金斯冰原島峰
75°39′S 139°55′W / 75.650°S 139.917°W
威爾金斯冰原島峰（英語：Wilkins Nunatak）是南極洲的冰原島峰，位於瑪麗伯德地，處於伊克斯山脈西南面11公里，美國地質調查局根據測量和該國海軍的空中照片繪入地圖，現時由南極條約體系管理。